# Arbolente
Arbolente es una aldea española de la parroquia de Cibuyo, perteneciente al concejo de Cangas del Narcea, en Asturias.

## Historia
Hacia mediados del siglo XIX, Arbolente, una aldea ya por entonces perteneciente a la parroquia de Cibuyo del municipio de Cangas de Tineo, tenía contabilizada una población de 401 habitantes. Aparece descrito en el segundo volumen del Diccionario geográfico-estadístico-histórico de España y sus posesiones de Ultramar de Pascual Madoz con las siguientes palabras:

ARBOLENTE: ald. en la prov. de Oviedo, ayunt. de Cangas de Tineo y felig. de San Salvador de Cibuyo (V.): pobl., 86 vec.; 401 almas.
(Madoz, 1845, p. 462)

En 2024, la entidad singular de población de Arbolente, encuadrada dentro de la entidad colectiva de Cibuyo, tenía empadronados 4 habitantes, todos ellos en diseminado.